# Вердиньи
Вердиньи́ (фр. Verdigny) — коммуна во Франции, находится в регионе Центр. Департамент — Шер. Входит в состав кантона Сансер. Округ коммуны — Бурж.
Код INSEE коммуны — 18274.
Коммуна расположена приблизительно в 175 км к югу от Парижа, в 95 км юго-восточнее Орлеана, в 45 км к северо-востоку от Буржа.

## Население
Население коммуны на 2008 год составляло 281 человек.
| 1962 | 1968 | 1975 | 1982 | 1990 | 1999 | 2008 |
| ---- | ---- | ---- | ---- | ---- | ---- | ---- |
| 315  | 323  | 310  | 303  | 299  | 271  | 281  |

## Администрация
| Период | Период | Фамилия     | Партия       | Примечания |
| ------ | ------ | ----------- | ------------ | ---------- |
|        | 2001   | Андре Деза  | беспартийный |            |
| 2001   | 2014   | Пьер Флёрье | беспартийный |            |

## Экономика
В 2007 году среди 173 человек в трудоспособном возрасте (15-64 лет) 138 были экономически активными, 35 — неактивными (показатель активности — 79,8 %, в 1999 году было 77,5 %). Из 138 активных работали 132 человека (75 мужчин и 57 женщин), безработных было 6 (0 мужчин и 6 женщин). Среди 35 неактивных 10 человек были учениками или студентами, 20 — пенсионерами, 5 были неактивными по другим причинам.

## Фотогалерея
- Карта коммуны